# 風日祈宮
風日祈宮（かざひのみのみや）は三重県伊勢市宇治館町にある内宮（皇大神宮）の境内別宮である。

## 概要

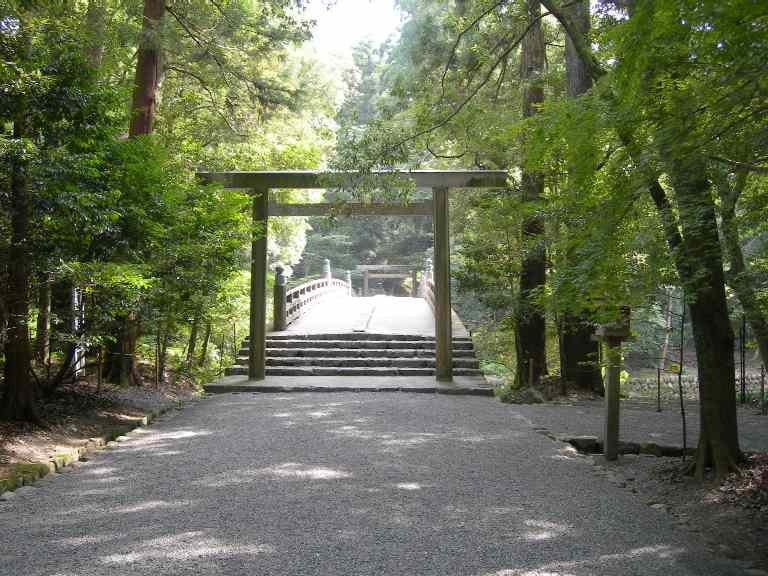
風日祈宮橋

風日祈宮は内宮の境内別宮である。祭神は外宮（豊受大神宮）別宮の風宮と同じ級長津彦命・級長戸辺命で、内宮神楽殿前から南方へ向かう参道にある風日祈宮橋（かざひのみのみやばし）で五十鈴川支流の島路川を渡った先に風日祈宮がある。
風日祈宮御橋は長さ45.6m、幅4.6mで、内宮前の宇治橋を小さくしたような橋である。最初にかけられたのは室町時代の1498年（明応7年）で、南端の擬宝珠（ぎぼし）に「太神宮風宮　五十鈴川御橋明応七年戊午本願観阿弥　敬白」と刻まれている。古くはこの橋がかかる川が五十鈴川本流とされており、この橋を五十鈴川橋と呼んだ。もっとも長い川が河川の本流と定義され、島路川と呼ばれてからは風日祈宮橋と呼ぶのが一般的となった。
別宮とは「わけみや」の意味で、正宮に次ぎ尊いとされる。内宮の別宮は風日祈宮のほか境内に荒祭宮（あらまつりのみや）1宮、境外に月讀宮（つきよみのみや）、瀧原宮（たきはらのみや）、伊雑宮（いざわのみや）、倭姫宮（やまとひめのみや）ほか4宮があるが、風宮が別宮となったのは1293年（正応6年）で、1923年（大正12年）創建の倭姫宮の次に新しく、順位は内宮別宮10社中9位とされる。
古くは現在の末社格の風神社であったが、1281年（弘安4年）の元寇の時に神風を起こし日本を守ったとして別宮に昇格した。

## 祭神
風日祈宮の祭神は、風雨を司る神とされる級長津彦命と級長戸辺命（しなつひこのみこと、しなとべのみこと）である。本来は農耕に適した風雨をもたらす神であったが、元寇以降は日本の国難に際して日本を救う祈願の対象となった。

## 歴史
風日祈宮の由緒は定かではないが、804年（延暦23年）の『皇太神宮儀式帳』の「風神社」（ふうじんのやしろ）が初出である。風神社は現在の末社に相当し、現在の摂社以下の扱いであった。
吾妻鏡に1187年（文治3年）に源頼朝が神宮に8頭の神馬を奉納したと記されている。その時の宮社の風が風神社とされるが、外宮権禰宜の度会光生が取り次いでいるので外宮の風社（現在の風宮）の可能性がある。
風神社は末社相当であったが、祭神が農耕に都合のよい風雨をもたらす神であることから風日祈祭が行なわれ、神嘗祭では懸税（かけちから、稲穂）が供えられるなど重視された。
1281年（弘安4年）の元寇では朝廷より二条為氏大納言が勅使として神宮に派遣され、風神社と風社で祈祷を行なった。日本に押し寄せた元軍は退却し日本にとっての国難は去り、これを神風による勝利として1293年（正応6年）に風神社と風社は別宮に昇格され、風日祈宮と風宮となった。
江戸時代末期に欧米諸国が日本を訪れるようになり、1863年（文久3年）5月に朝廷は風日祈宮と風宮で攘夷の祈願を15日間行なった。
1975年（昭和50年）9月5日昼過ぎ、風日祈宮の社殿瑞垣御門の扉に向けて、ビール瓶に油を詰めた火炎瓶が投げられた。油に火がつき扉は炎上したものの、その場に居合わせた人が砂利をかけて消火したため、大事には至らなかった。折から三重県で開催されていた国民体育大会・三重国体への皇太子行啓に合わせて過激派が起こした犯行と見られ、近くからは天皇訪米に反対する旨主張するビラが見つかった（風日祈宮放火事件）。

## 祭事
毎年5月14日と8月4日に風雨の順調と五穀の豊穣を祈る風日祈祭が行なわれる。

## 社殿
風日祈宮の社殿は内宮に準じ内削ぎの千木と、6本で偶数の鰹木を持つ萱葺の神明造で南面している。遷宮のための古殿地（新御敷地）は東西に隣接している。

## 交通
- 最寄駅：近鉄鳥羽線五十鈴川駅から約3km。
- 最寄バス停：三重交通内宮前バス停下車。
- 最寄インターチェンジ：伊勢自動車道伊勢インターチェンジから約2.1km。
- 駐車場：内宮前に無料駐車場があるが、正月などは利用できない。